# Olive Soulouque
Olive Souloque (29. listopadu 1842 – 23. července 1883, Port-au-Prince) byla haitská princezna a nejstarší dcera haitského císaře Faustina Souloqua a Adéliny Lévêque.

## Život
Olive Souloque se narodila 29. listopadu 1842 jako nelegitimní dítě svých rodičů. Legitimním potomkem se stala až v prosinci roku 1847, kdy její rodiče uzavřeli sňatek a v roce 1849 získala titul haitské princezny. Jelikož její otec neměl žádného syna a preferoval mužského dědice trůnu, zdědil jej její synovec Mainville-Joseph Souloque. V prosinci 1861 se Olive provdala za generála a poručíka Pierre Joseph Amitié Theodore Vil Lubin. Proti tomuto sňatku velmi oponovala, ale její matka rozhodla za ni. Když byl její otec v roce 1859 sesazen z trůnu, musela společně se svými rodiči odejít do exilu. Zemřela ve městě Port-au-Prince. S manželem měla tři syny a dceru, všichni však zemřeli krátce po narození.